# Stargel Peak
Der Stargel Peak (englisch; bulgarisch връх Стъргел wrach Stargel) ist ein spitzer, felsiger und 1350 m hoher Berg an der Oskar-II.-Küste des Grahamlands auf der Antarktischen Halbinsel. Er ragt 8,55 km westnordwestlich des Mount Persenk, 14,15 km nordnordwestlich des Skilly Peak und 9,95 km östlich des Mount Quandary am nördlichen Ende der Ivanili Heights auf, deren höchster Gipfel er ist. Der Berg ist nach Norden über den Okorsh Saddle mit dem Foster-Plateau verbunden. Der Breniza-Gletscher liegt westlich, der Rogosch-Gletscher östlich von ihm.
Britische Wissenschaftler kartierten ihn 1978. Die bulgarische Kommission für Antarktische Geographische Namen benannte ihn 2013 nach der Ortschaft Stargel im Westen Bulgariens.